# Helene Ripa
Helene Barbro Ripa, tidigare gift Zetterlund Ripa, född 22 augusti 1971 i Spånga församling i Stockholm, är en före detta svensk elitidrottare inom parasport, tidigare handikappidrott. Hon har tävlat på elitnivå inom simning, längdskidåkning och var elitidrottare på landslagsnivå inom kanot. Helene Ripa har deltagit i fyra Paralympiska spel (Paralympics) – Barcelona 1992, Sotji 2014, Rio 2016 och Tokyo 2020.

## Biografi

### Simning
Som 14-åring fick Helene Ripa cancer i höger ben och läkarna tvingades att amputera det ovanför knät. Efterhand började hon ägna sig åt simning för Nacka HI och vann åren 1988–93 ett stort antal mästerskap, däribland 23 SM-medaljer varav 10 guld, 4 medaljer vid EM i Barcelona 1991 varav 1 guld, 5 medaljer i Finska Mästerskapen 1993 varav 3 guld. I Paralympiska sommarspelen 1992 slutade hon på en 5:e plats. 1993 slutade hon bland annat på grund av skador med idrottandet och utbildade sig inom heminredningsbranschen i New York, varpå hon drev en egen syateljé med inriktning på heminredning i Stockholm under sju år.

### Skidor
Det var först 2003 genom mötet med sin blivande make, Ronnie Pettersson, som hon genom hans idrotts- och motionsintresse fick motivation att återigen börja med idrott. Denna gång blev det främst cykling, paddling och skidåkning. 2011 tävlade Helene Ripa i längdskidor första gången, bland annat Tjejvasan varefter hon kom med i längdskidlandslaget 2012. Med ett flertal mästerskapsmedaljer och pallplatser placerade hon sig 6:a i totala världscupen IPC Nordic Skiing 2012/13. Hon avverkade Tjejklassikern 2011/2012 på totaltid 6:56:34.
Vid Paralympiska vinterspelen 2014 i Sotji tog Ripa guld i 15 km klassisk längdskidåkning. Det var hennes första paralympiska start som skidåkare. Ripa tog därmed Sveriges första paralympiska guld sedan Paralympiska vinterspelen 1994 i Lillehammer. I mix-stafetten ställde hon upp tillsammans med Zebastian Modin och tillsammans tog de silver. Ripa var 2014 nominerad till Bragdguldet, Jerringpriset och Årets prestation vid Svenska Idrottsgalan för sina idrottsliga prestationer i Paralympics.

### MTB-O
Helene tävlar även inom mountainbikeorientering (MTB-O) för Haninge SOK med andraplacering totalt vid O-Ringen 3-dagars i Boden 2013 och silver på långdistansen vid SM i Eksjö 2014. På SM 2015 i Söderhamn tog Helene silver på sprinten och ett brons på långdistansen. Tillsammans tävlar Helene och maken Ronnie emellanåt även i rogaining.

### Kanot
Sommaren 2015 började Helene Ripa träna och tävla kanot för Brunnsvikens Kanotklubb. Det som först var tänkt som ett komplement till skidåkningen blev snabbt en seriös satsning. På VM i Paracanoe i Duisburg i maj 2016 tog Ripa sig till final, en finalplats som räckte för att kvalificera sig och bli uttagen till Paralympiska sommarspelen 2016 i Rio där hon i september 2016 tog en femteplats i finalen. Parakanot fanns för första gången med på det paralympiska programmet där man tävlar i tre olika klasser KL1, KL2 och KL3 på K1 200 m. Ripa tog guld på K1 200 m i sin klass KL3 under EM i Moskva i juni 2016 samt ett brons 2017 på EM i Plovdiv, Bulgarien. Framgångarna inom parakanot fortsatte och under 2018 tog hon guld både på EM i Belgrad, Serbien och på VM i Montemor, Portugal. Under 2019 tvingades hon till en steloperation i nacken på grund av diskbråck och en fortsatt karriär inom elitidrotten var tveksam. Efter en lyckad rehab och ett extra träningsår på grund av Covid-19 kvalade hon i maj 2021 in till Paralympics i Tokyo, där hon slutade på en 5:e plats. 
Ripa är stor tjej nummer 154 på Svenska Kanotförbundets lista över stora kanotister. 

### Övrigt
Hon var Sommarvärd i Sommar i P1 den 1 juli 2014 och medverkade i SVT:s Sommarpratarna i november 2014. Helene medverkade också i Fångarna på Fortet 2014 med lagkamraterna Thomas Wassberg och Jonas Hallberg.
Sedan april 2015 är Helene Ripa en av flera kända stockholmare som hälsar besökare välkomna på Arlanda och Stockholm Hall of Fame.
Under Paralympiska vinterspelen 2018 är Helene Ripa kommentator på SVT tillsammans med Peter Jonsson.
Under åren 2006–2008 utbildade Ripa sig till grafisk projektledare vid Grafiska Institutet vid Stockholms universitet och vid sidan av idrottskarriären arbetar hon idag som art director och typograf. Tillsammans med sin make är hon bosatt i Tungelsta.
Den 9 oktober 2023 meddelade Ripa att hon avslutar karriären.